# Pythische Spelen

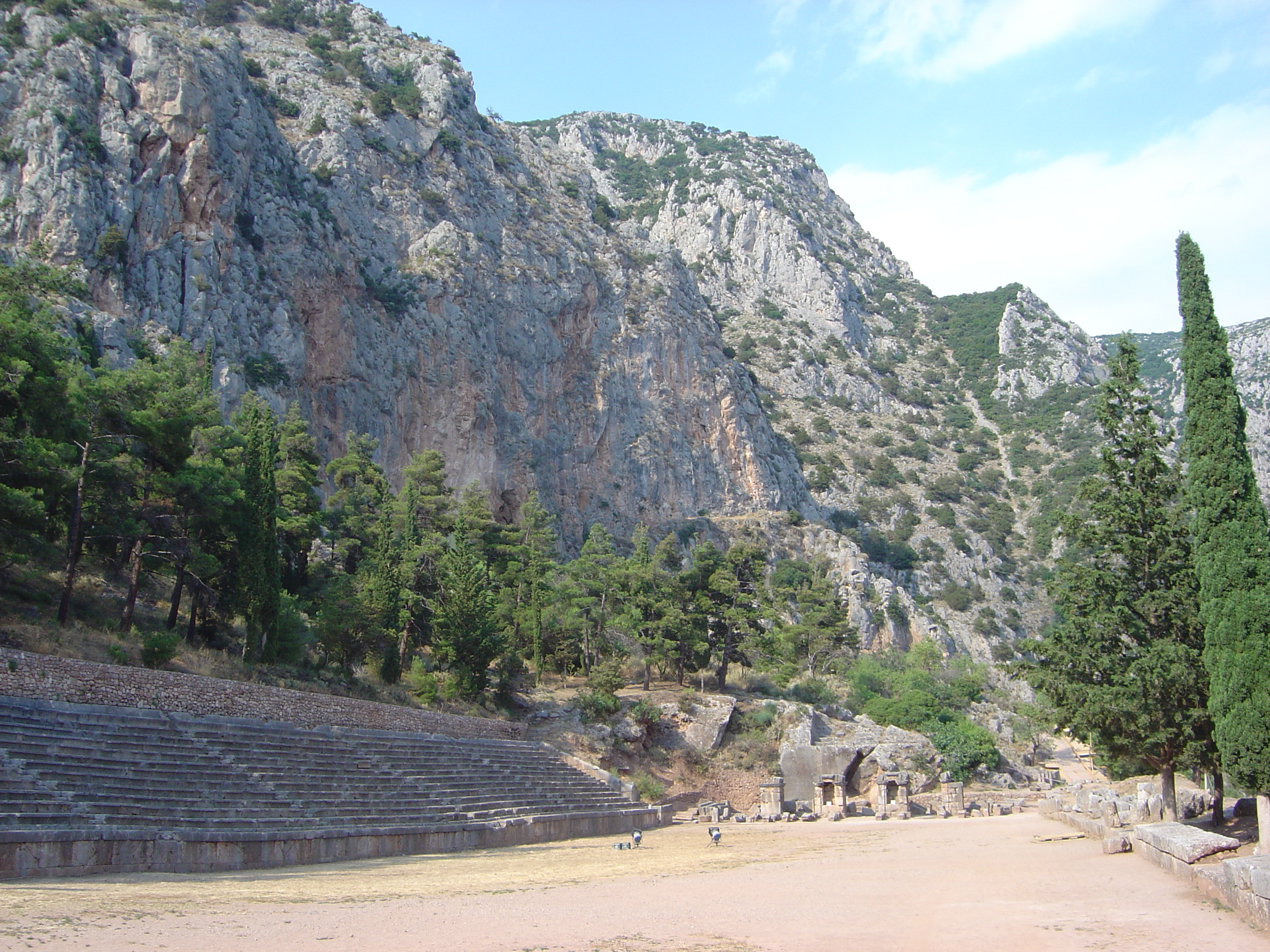
Zicht op het stadion van het heiligdom van Delphi, dat gebruikt werd voor de Pythische Spelen. De stenen trappen aan de linkerkant werden door de Romeinen toegevoegd.

De Pythische Spelen (Oudgrieks: τα Πύθια, ta Puthia) waren in het oude Griekenland een panhelleense wedstrijdenreeks die om de vier jaar werd gehouden in Delphi, in het kader van het grote feest ter ere van Apollo Pythios.
Volgens de overlevering zou de god Apollo zelf dit feest ingesteld hebben, als herinnering aan zijn overwinning op het monster Python. Vóór 582 v.Chr. vonden de Pythische Spelen slechts om de acht jaar plaats, maar daarna om de vier jaar – telkens in het derde jaar van iedere olympiade – en wel onder de leiding van de Delphische amphictionie. Oorspronkelijk bestond het festival slechts uit een muzische wedstrijd: een voordracht van epische poëzie ter ere van Apollo, onder cithara-begeleiding. In 590 v.Chr. werden daar andere muzische wedstrijden (onder meer koor- en instrumentale muziek) alsook atletiekwedstrijden aan toegevoegd, en daarna in 582 ook wagenrennen. De atletiekwedstrijden vonden plaats in het goed bewaarde stadion, dat een stuk hoger is gelegen dan het eigenlijke heiligdom. De wagenrennen werden gehouden op de nabijgelegen vlakte van Crisa.

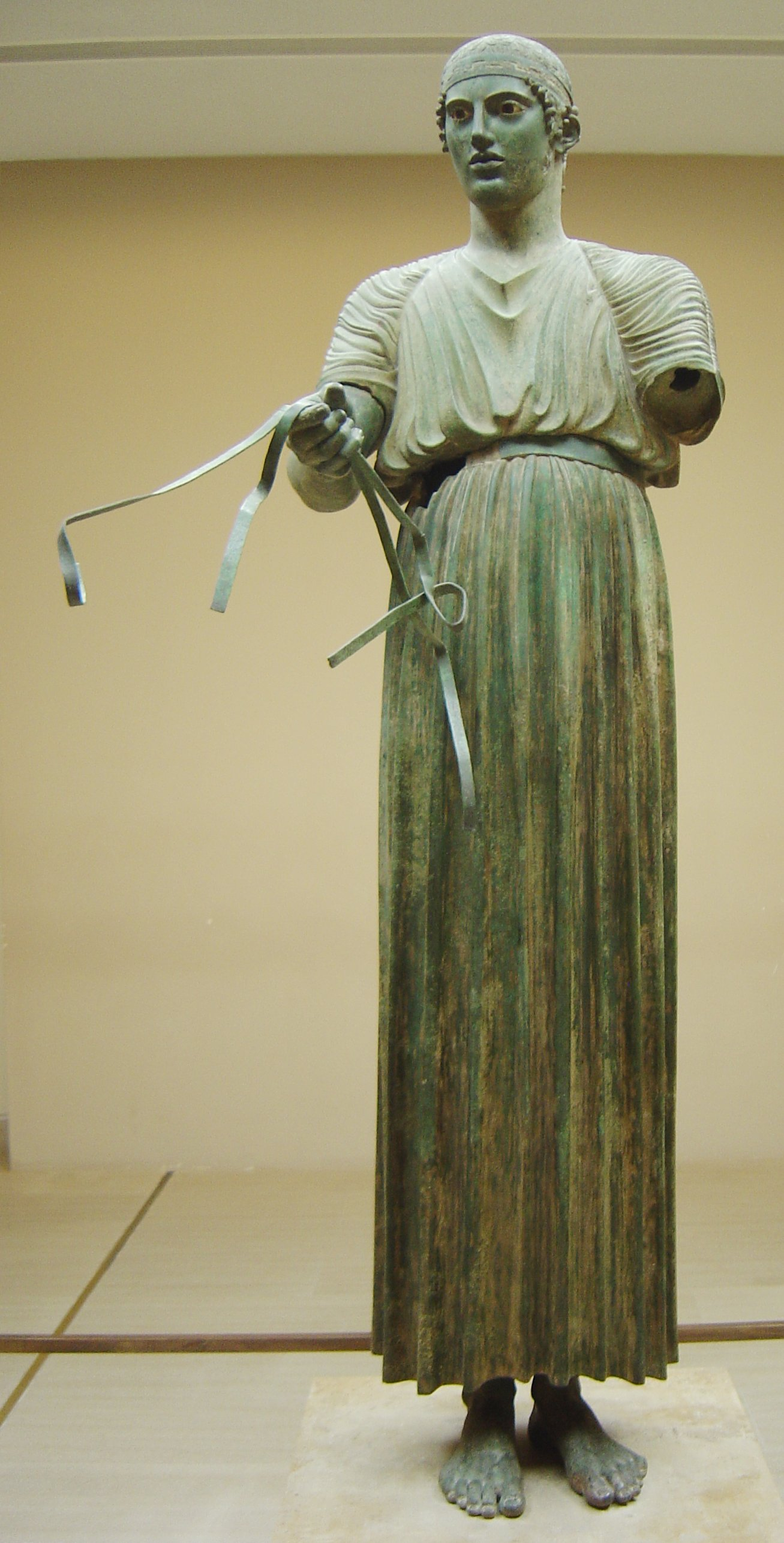
Wagenrennen werden gehouden tijdens alle Panhelleense Spelen. Dit beeld van een menner werd gevonden te Delphi.

De prijzen waren lauwerkransen van de heilige laurierboom van Apollo. Overwinnaars kregen ook het recht om een standbeeld te laten plaatsen. Van de talloze beelden die op grond van dit gebruik werden gemaakt. Zouden deze beelden de straten en pleinen van het heiligdom moeten hebben gesierd. Van deze beelden is enkel dat van de beroemde wagenmenner van Delphi teruggevonden, de man die in 478 v.Chr. of 474 v.Chr. het vierspan van zijn meester Polýzalus, tiran van Gela naar de zege leidde.
De Pythische Spelen genoten in het Oude Griekenland een bijzondere reputatie, onder meer omdat de nadruk lag op muzische prestaties. Ze raakten in verval tegen het einde van de 2e eeuw n.Chr.